# Yao Ming
Pour les articles homonymes, voir Yao.
Yao Ming (en chinois : 姚明, en shanghaïen YO Min/jɔ¹³miɲ¹³/), né le 12 septembre 1980 à Shanghai en Chine, est un joueur chinois de basket-ball. Évoluant au poste de pivot, il était tout au long de sa carrière le plus grand joueur de la NBA avec une taille de 2,29 mètres.
Yao Ming a joué pendant cinq ans dans la Chinese Basketball Association (CBA) pour les Shanghai Sharks, avec qui il a gagné un championnat la dernière année, avant de rejoindre la NBA. Après neuf saisons aux Rockets de Houston, il prend sa retraite à la fin de la saison 2010-2011 à la suite de plusieurs blessures au pied qui l'ont éloigné des parquets pendant deux saisons.
Le 4 avril 2016, il est introduit au Basketball Hall of Fame, le temple de la renommée du basket-ball, aux côtés de Shaquille O'Neal et d'Allen Iverson.

## Biographie

### Jeunesse et carrière en CBA
Selon certaines rumeurs non confirmées, Yao Ming serait né d'une union arrangée par le Parti communiste chinois entre deux basketteurs chinois : sa mère mesure 1,88 m, et son père 2,08 m.

### Entrée dans la Draft NBA
Yao est persuadé par Li Yaomin, le manager général adjoint des Shanghai Sharks, de rejoindre la draft 1999 de la NBA. Li Yaomin influence aussi le joueur quant à la signature du contrat avec Evergreen Sports Inc. afin de servir en tant qu'agent. Cet accord, autorisant Evergreen à récupérer 33 % des gains de Yao, a été par la suite invalidé,.
Lorsque Yao décide d'entrer dans la draft 2002 de la NBA, un groupe de conseillers est formé sous le nom de « Team Yao ». L'équipe se compose de négociateurs avec Erik Zhang, Bill Duffy son agent NBA, Lu Hao son agent chinois, John Huizinga le professeur d'économie de l' Université de Chicago et Bill Sanders, vice-président du service marketing de BDA Sports Management,. Il était largement prédit que Yao serait sélectionné globalement comme le numéro 1. Cependant, quelques équipes étaient préoccupées par l'éligibilité du joueur car des doutes subsistaient sur le fait que la CBA laisserait Yao jouer aux États-Unis.
Rapidement après que Wang Zhizhi refuse de retourner en Chine pour jouer pour l'équipe nationale et est interdit de rejouer pour son pays, la CBA stipule que Yao doit revenir en Chine pour jouer pour l'équipe nationale,. La CBA stipule aussi que le joueur ne serait pas autorisé à revenir aux États-Unis à moins que les Rockets de Houston le prennent en tant que numéro 1 de la draft. Après que la Team Yao a été assurée par l'équipe qu'elle tiendrait cet engagement, la CBA donne l'autorisation le matin même de la draft de jouer aux États-Unis. Lorsque les Rockets sélectionnent Yao en tant que premier de la draft, il devient le premier joueur international à être sélectionné en tant que numéro 1 sans avoir joué auparavant au basket-ball universitaire américain.

### Carrière en NBA

#### Débuts avec les Rockets de Houston (2002-2005)
Yao ne participe pas à la pré-saison des Rockets de Houston car il joue avec l'équipe nationale chinoise lors du Championnat du monde de 2002. Avant le début de la saison, plusieurs commentateurs, dont Bill Simmons et Dick Vitale, prédisent que Yao échouera en NBA. Charles Barkley prend le pari d'embrasser les fesses ("kiss his ass") de Kenny Smith si Yao marquait plus de 19 points lors de l'un de ses premiers matchs.
Yao joue son tout premier match de NBA contre les Pacers de l'Indiana, ne marquant aucun point mais s’emparant de deux rebonds ; il marque ses premiers points lors de sa deuxième rencontre face aux Denver Nuggets. Ainsi lors de ses premiers apparitions, il cumule 14 minutes de jeu et 4 points ; cependant le 17 novembre, Yao marque 20 points avec un parfait 9/9 dans la zone des deux points. Charles Barkley respecte les termes de son pari en embrassant les fesses d'un âne ("ass", en anglais) acheté par Kenny Smith pour l'occasion.
Sa taille, 2,29 m selon les données de la NBA, participe grandement à sa notoriété dans le monde du basket-ball. En effet, il est depuis ses débuts le plus grand joueur de la Ligue. C'est d'ailleurs l'un des plus grands de toute l'histoire aux côtés de Gheorghe Mureșan (2,31 m), Manute Bol (2,31 m), Shawn Bradley (2,29 m) et Giant Gonzales (2,29 m).
Yao Ming est une véritable icône dans son pays, où sa réussite en Amérique du Nord fait figure d'exemple. Le 1er mai 2005, la République populaire de Chine l'a d'ailleurs décoré du titre de « travailleur modèle » (laomo). Grâce à ses performances et au fait que tout le monde peut voter à travers le monde, Ming, pouvant compter notamment sur ses compatriotes, a toujours fait partie des joueurs récoltant le plus de votes pour participer au All-Star Game.
En 2005, un documentaire lui est consacré : The Year of the Yao, qui retrace sa première saison en NBA. Faute de promotion suffisante (la NBA, qui a produit le documentaire, n'a utilisé que ses propres supports pour promouvoir le documentaire), le distributeur New Line Cinema a annulé la sortie nationale pour sortir le film directement en DVD.
En septembre 2005, Yao Ming resigne pour cinq saisons avec les Rockets de Houston pour la somme de 75 millions de dollars. Ce renouvellement montre l'attachement de la franchise texane pour son « géant chinois », grand vecteur promotionnel en plus de son jeu.

#### Tourmenté par ses blessures (2005-2011)
Lors de la saison 2005-2006, Yao Ming compile une moyenne par match de 22 points et plus de 10 rebonds en 57 matchs avec les Rockets de Houston. Il est de nouveau sélectionné pour le All-Star Game 2006, avec 2 342 738 voix. Ses statistiques en quatre années de carrière sont alors de 18 points et 9 rebonds en moyenne, en 301 matchs de saison régulière, dont 291 comme titulaire au sein des Rockets de Houston.

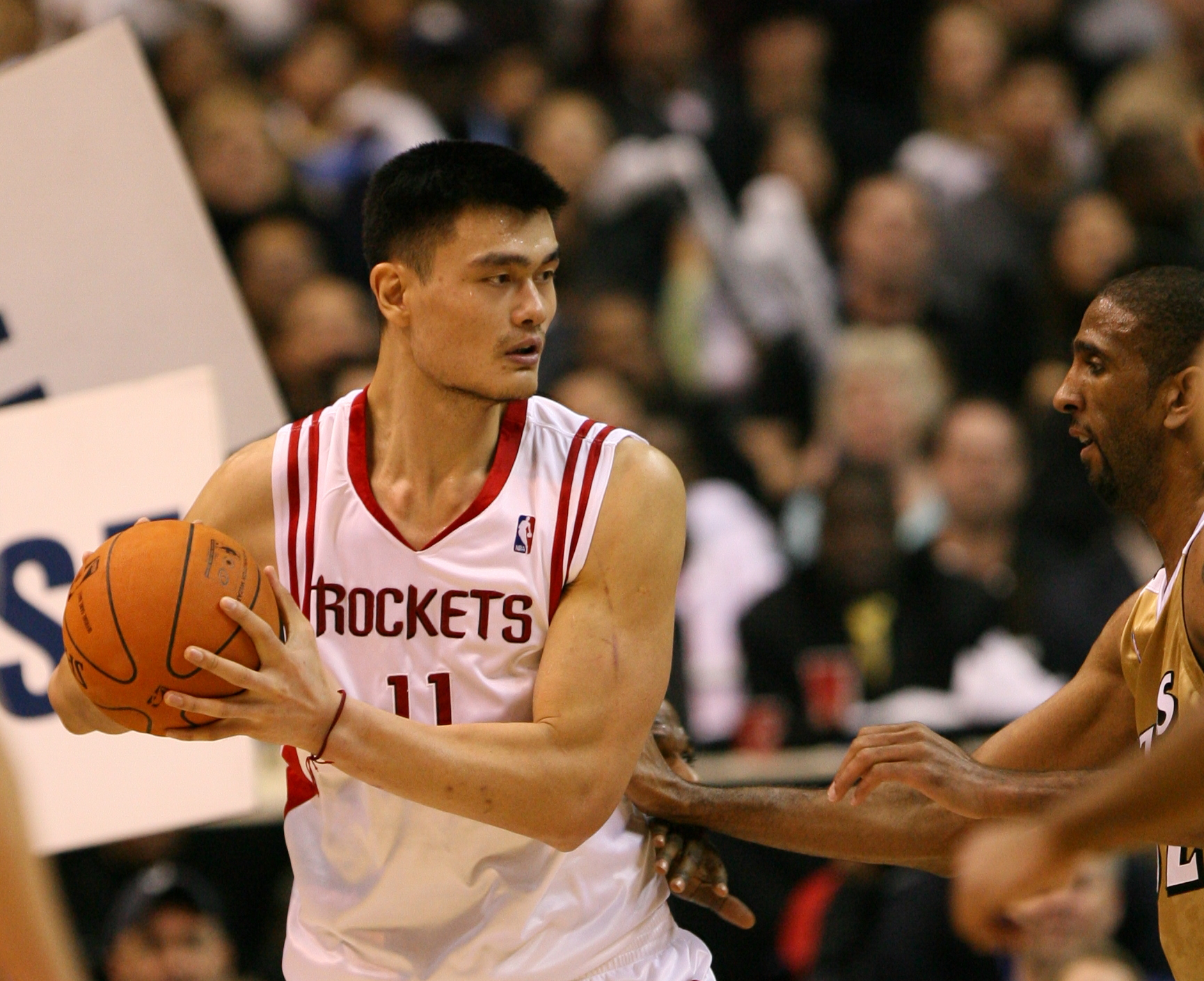
Yao Ming en 2006 lors d'un match contre les Wizards de Washington.

Une blessure au gros orteil l'écarte des terrains en fin de saison, et il ne peut aider son équipe à se qualifier pour les playoffs NBA. En revanche, il se rétablit à temps pour participer aux championnats du monde de basket-ball avec l'équipe de Chine, qui a lieu au Japon à l'été 2006. Avec l'aide de Yao, l'équipe de Chine se qualifie pour les huitièmes de finale et s'incline face à la Grèce malgré une belle entame de jeu.
La saison 2006-2007 voit la confirmation de Yao Ming comme l'un des meilleurs pivots de la NBA. Il est nommé meilleur joueur du mois de novembre de la NBA, juste avant d'être blessé au tibia. Il revient dans l'effectif des Rockets au début du mois de mars 2007, et son équipe finit quatrième de la conférence Ouest. Après avoir mené 2-0 face au Jazz de l'Utah, les Rockets perdent de nouveau un premier tour de play-offs au terme de 7 matchs.
Lors de la saison 2007-2008, Yao Ming peut compter sur le renfort de joueurs comme Luis Scola. Après avoir réalisé l'un des meilleurs débuts de saison de la franchise (6-1), l'équipe enregistre 6 défaites consécutives par manque d'organisation dans son jeu. Jusqu'à début janvier, l'équipe n'arrive plus à gagner malgré une bonne performance de Yao, mais Tracy McGrady, l'autre star de l'équipe, est irrégulier et l'entraîneur change régulièrement la rotation de l'équipe[Quoi ?] ; la perspective de play-offs s'éloigne. L'année 2008 voit la renaissance des Rockets malgré la blessure de McGrady ; Yao et ses équipiers parviennent à hausser leur niveau de jeu, et l'équipe remonte dans le classement. Le retour de McGrady ne fait que renforcer le jeu des Rockets et ces derniers réalisent un record de victoires consécutives de la franchise avec une série de 22 victoires. Malheureusement, au moment où les Rockets semblent retrouver un niveau digne d'un prétendant au titre, Yao est victime d'une fracture de fatigue du pied et est contraint de rater la fin de la saison.
Yao est absent toute la saison 2009-2010 pour soigner sa blessure au pied. De retour sur les parquets en octobre 2010 (début de la saison 2010-2011), son rendement est très faible (10,2 points et 5,4 rebonds en 18 minutes). L'une des raisons de ce retour mitigé est que son temps de jeu est limité à 24 minutes maximum par match par l'encadrement médical des Rockets ; il a en outre une interdiction de jouer deux soirs de suite.
Il se blesse de nouveau le 10 novembre 2010 lors d'un match contre Washington, seulement son cinquième de la saison.
Son retour annoncé à plusieurs reprises n'aura pas lieu. Le 16 décembre 2010, le diagnostic d'une fracture de fatigue met fin à sa saison. Son retour à la compétition prendra entre 7 et 10 mois, selon le médecin de l'équipe de Houston.

#### Retraite sportive
Le 8 juillet 2011, le pivot des Rockets annonce sa retraite après 9 saisons en NBA lors d'une conférence à Shanghai. Il évoque des blessures au pied et à la cheville, notamment sa troisième fracture du pied gauche à la fin de l'année 2010, mais c'est certainement la sensation d'être fatigué par les incessantes périodes de rééducation qui sous-tend sa décision. Sa retraite sportive déclenche plus de 1,2 million de réactions sur le réseau social chinois Sina Weibo. Réagissant à cette annonce, le commissaire de la NBA David Stern déclare que « Yao était un pont entre les supporteurs chinois et américains, disposant d'un merveilleux mélange de talent, de dévouement, d'aspirations humaines et un sens de l'humour. ». Shaquille O'Neal dit que « Yao était très agile. Il pouvait être intérieur, il pouvait être extérieur, et s'il n'avait pas eu ces blessures il aurait pu être dans les cinq meilleurs pivots de tous les temps. »,.
Yao a été nommé par un média chinois pour le Basketball Hall of Fame en tant que grand contributeur à ce sport. L'athlète était éligible à son intronisation au début de l'année 2012, mais pensait que c'était trop tôt pour lui, et il demanda à repousser sa nomination. Son inscription au Basketball Hall of Fame aux côtés de Shaquille O'Neal ainsi que de Allen Iverson se produit finalement en 2016.
Le 26 décembre 2016, les Rockets annoncent qu'ils retireront le maillot de Yao Ming le 2 février 2017,.

### Après-carrière
Yao Ming est élu président de la fédération de Chine de basket-ball en 2017. Il démissionne en novembre 2024 après les mauvais résultats de la sélection nationale masculine et est remplacé par Guo Zhenming.
Yao Ming est président de la ligue chinoise de basket-ball jusqu'à sa démission en mai 2023. Cette démission se produit plusieurs semaines après l'annonce de l'exclusion de deux équipes des phases finales du championnat de Chine pour soupçon de match truqué. En août 2023, Ming est élu au bureau de la FIBA.

## Clubs successifs
- 1997-2002 :  Shanghai Sharks (CBA)

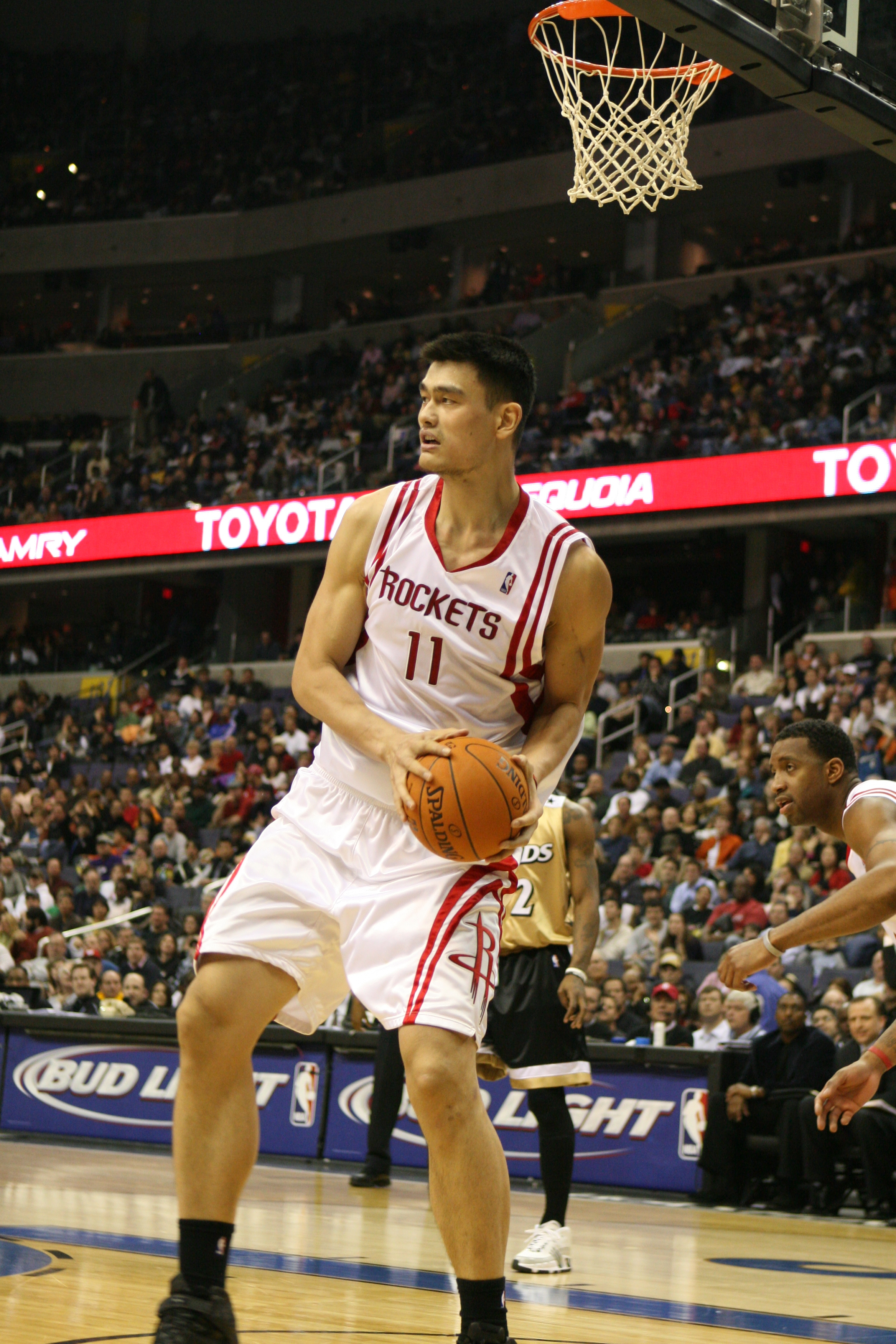
Yao Ming en 2006.

- 2002-2011 :  Rockets de Houston (NBA)

## Palmarès

### En club
- Champion de Chine en 2002 avec les Shanghai Sharks.

### Récompenses personnelles
- Sélectionné dans la NBA All-Rookie First Team (équipe type des débutants de NBA) en 2003.
- Sélectionné dans la All-NBA Third Team (troisième équipe type de NBA) en 2004 et 2006.
- Sélectionné dans la All-NBA Second Team (deuxième équipe type de NBA) en 2007.
- 8 sélections pour le NBA All-Star Game en 2003, 2004, 2005, 2006, 2007, 2008, 2009 et 2011 (il ne participe pas à ce dernier ni à celui de 2007 pour cause de blessure).

### Sélection nationale
- Sélectionné pour les Jeux olympiques d'été de 2008 pour l'équipe nationale de basket chinois, (porte le no 13).

## Statistiques en NBA
Légende :
gras = ses meilleures performances

### Saison régulière
Les statistiques de Yao Ming en saison régulière de NBA sont les suivantes :
| Saison        | Équipe        | Matchs | Titul. | Min./m | % Tir | % 3pts | % LF | Rbds/m. | Pass/m. | Int/m. | Ctr/m. | Pts/m. |
| ------------- | ------------- | ------ | ------ | ------ | ----- | ------ | ---- | ------- | ------- | ------ | ------ | ------ |
| 2002-2003     | Houston       | 82     | 72     | 29,1   | 49,8  | 50,0   | 81,1 | 8,23    | 1,67    | 0,38   | 1,79   | 13,46  |
| 2003-2004     | Houston       | 82     | 82     | 32,8   | 52,2  | 0,0    | 80,9 | 8,96    | 1,49    | 0,27   | 1,90   | 17,45  |
| 2004-2005     | Houston       | 80     | 80     | 30,6   | 55,2  | 0,0    | 78,3 | 8,36    | 0,76    | 0,42   | 2,00   | 18,31  |
| 2005-2006     | Houston       | 57     | 57     | 34,2   | 51,9  | 0,0    | 85,3 | 10,19   | 1,49    | 0,53   | 1,65   | 22,30  |
| 2006-2007     | Houston       | 48     | 48     | 33,8   | 51,6  | 0,0    | 86,2 | 9,42    | 1,96    | 0,35   | 1,96   | 25,04  |
| 2007-2008     | Houston       | 55     | 55     | 37,2   | 50,7  | 0,0    | 85,0 | 10,80   | 2,35    | 0,45   | 2,02   | 21,98  |
| 2008-2009     | Houston       | 77     | 77     | 33,6   | 54,8  | 100,0  | 86,6 | 9,88    | 1,78    | 0,39   | 1,95   | 19,66  |
| 2010-2011     | Houston       | 5      | 5      | 18,1   | 48,6  | 0,0    | 93,8 | 5,40    | 0,80    | 0,00   | 0,00   | 10,20  |
| Carrière      | Carrière      | 486    | 476    | 32,6   | 52,4  | 20,0   | 83,3 | 9,25    | 1,58    | 0,39   | 1,89   | 19,03  |
| All-Star Game | All-Star Game | 6      | 6      | 16,7   | 50,0  | 0,0    | 66,7 | 4,00    | 1,33    | 0,17   | 0,33   | 7,00   |

### Playoffs
Les statistiques de Yao Ming en playoffs de NBA sont les suivantes :
| Saison   | Équipe   | Matchs | Titul. | Min./m | % Tir | % 3pts | % LF | Rbds/m. | Pass/m. | Int/m. | Ctr/m. | Pts/m. |
| -------- | -------- | ------ | ------ | ------ | ----- | ------ | ---- | ------- | ------- | ------ | ------ | ------ |
| 2004     | Houston  | 5      | 5      | 37,0   | 45,6  | 0,0    | 76,5 | 7,40    | 1,80    | 0,40   | 1,40   | 15,00  |
| 2005     | Houston  | 7      | 7      | 31,4   | 65,5  | 0,0    | 72,7 | 7,71    | 0,71    | 0,29   | 2,71   | 21,43  |
| 2007     | Houston  | 7      | 7      | 37,2   | 44,0  | 0,0    | 88,0 | 10,29   | 0,86    | 0,14   | 0,71   | 25,14  |
| 2009     | Houston  | 9      | 9      | 35,8   | 54,5  | 0,0    | 90,2 | 10,89   | 1,00    | 0,44   | 1,22   | 17,11  |
| Carrière | Carrière | 28     | 28     | 35,3   | 51,9  | 0,0    | 83,3 | 9,32    | 1,04    | 0,32   | 1,50   | 19,82  |

## Records sur une rencontre en NBA
Les records personnels de Yao Ming en NBA sont les suivants, :
| Type de statistique        | Saison régulière | Saison régulière               | Saison régulière | Playoffs | Playoffs                    | Playoffs      |
| Type de statistique        | Record           | Adversaire                     | Date             | Record   | Adversaire                  | Date          |
| -------------------------- | ---------------- | ------------------------------ | ---------------- | -------- | --------------------------- | ------------- |
| Points                     | 41               | Hawks d'Atlanta                | 22 février 2004  | 33       | 2 fois                      | 2 fois        |
| Paniers marqués            | 16               | @ Lakers de Los Angeles        | 2 avril 2006     | 13       | 2 fois                      | 2 fois        |
| Paniers tentés             | 35               | @ Lakers de Los Angeles        | 15 décembre 2006 | 24       | Jazz de l'Utah              | 23 avril 2007 |
| Paniers à 3 points réussis | 1                | 2 fois                         | 2 fois           | -        | -                           | -             |
| Paniers à 3 points tentés  | 2                | Hornets de La Nouvelle-Orléans | 13 janvier 2008  | -        | -                           | -             |
| Lancers francs réussis     | 18               | Nets du New Jersey             | 13 mars 2006     | 14       | @ Jazz de l'Utah            | 26 avril 2007 |
| Lancers francs tentés      | 21               | @ Lakers de Los Angeles        | 30 mars 2007     | 16       | 2 fois                      | 2 fois        |
| Rebonds offensifs          | 9                | @ Suns de Phoenix              | 11 mars 2005     | 6        | Lakers de Los Angeles       | 8 mai 2009    |
| Rebonds défensifs          | 17               | Warriors de Golden State       | 24 février 2006  | 12       | @ Trail Blazers de Portland | 28 avril 2009 |
| Rebonds totaux             | 22               | @ Suns de Phoenix              | 11 mars 2005     | 15       | Jazz de l'Utah              | 30 avril 2007 |
| Passes décisives           | 7                | Hawks d'Atlanta                | 22 février 2004  | 3        | 2 fois                      | 2 fois        |
| Interceptions              | 4                | Spurs de San Antonio           | 14 novembre 2006 | 2        | @ Lakers de Los Angeles     | 28 avril 2004 |
| Contres                    | 8                | @ Lakers de Los Angeles        | 15 décembre 2006 | 5        | 2 fois                      | 2 fois        |
| Balles perdues             | 10               | Bobcats de Charlotte           | 22 décembre 2004 | 8        | 2 fois                      | 2 fois        |
| Minutes jouées             | 52               | @ Nuggets de Denver            | 20 décembre 2007 | 44       | Trail Blazers de Portland   | 26 avril 2009 |

- Double-double : 222 (dont 13 en playoffs)
- Triple-double : 0

## Salaires
Les gains de Yao Ming en NBA sont les suivants :
| Saison      | Équipe      | Salaire      |
| ----------- | ----------- | ------------ |
| 2002-2003   | Rockets     | 3 858 240 $  |
| 2003-2004   | Rockets     | 4 147 560 $  |
| 2004-2005   | Rockets     | 4 436 880 $  |
| 2005-2006   | Rockets     | 5 594 906 $  |
| 2006-2007   | Rockets     | 12 455 000 $ |
| 2007-2008   | Rockets     | 13 762 775 $ |
| 2008-2009   | Rockets     | 15 070 550 $ |
| 2009-2010   | Rockets     | 16 378 325 $ |
| 2010-2011   | Rockets     | 17 686 100 $ |
| Total Gains | Total Gains | 93 390 336 $ |

## Filmographie
- 2003 - Publicité pour les ordinateurs portables Apple[45] en compagnie de Verne Troyer.
- 2005 - The Year of the Yao

## Vie privée
Il s'engage contre la pêche intensive du requin dans le Pacifique.

## Anecdote
Une photographie le représentant en train de rire aux éclats est devenue la source d'inspiration d'un mème sur internet surnommé « Bitch Please » pour l'anthropomorphiser le concept d'arrogance ou d'ironie. La photo provient d'une conférence d'après match où Yao Ming réagit à l'anecdote de son coéquipier. Cette image a été redessinée sur Reddit pour incorporer dans le répertoire des Rage comics, il fait partie des exemples les plus connus des mèmes par les médias mainstream,,,.